# Pobiedziska (gmina)
Pobiedziska est une gmina mixte du powiat de Poznań, Grande-Pologne, dans le centre-ouest de la Pologne. Son siège est la ville de Pobiedziska, qui se situe environ 27 km au nord-est de la capitale régionale Poznań.
La gmina couvre une superficie de 189,27 km2 pour une population de 16 382 habitants.

## Géographie

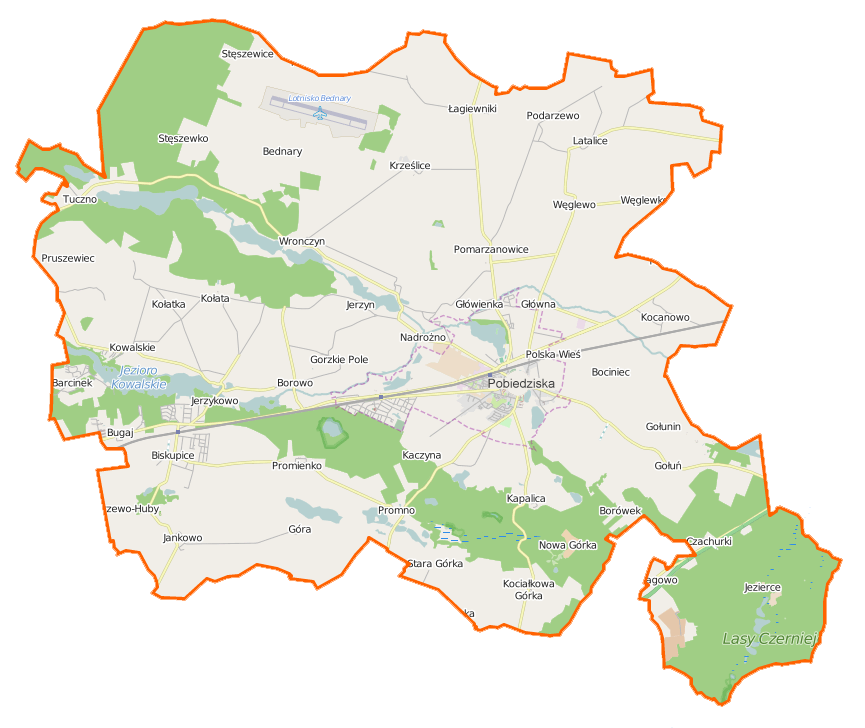
Plan de la gmina.

Outre la ville de Pobiedziska, la gmina inclut les villages et les localités de:
- Bednary
- Biskupice
- Bociniec
- Borowo-Młyn
- Bugaj
- Główna
- Góra
- Jankowo
- Jerzykowo
- Kocanowo
- Kociałkowa Górka
- Kołata
- Łagiewniki
- Latalice
- Podarzewo
- Polska Wieś
- Pomarzanowice
- Promno
- Stęszewko
- Wagowo
- Węglewo
- Wronczyn
- Złotniczki

### Gminy voisines
La gmina de Pobiedziska est bordée des gminy de :
- Czerniejewo
- Czerwonak
- Kiszkowo
- Kostrzyn
- Łubowo
- Murowana Goślina
- Nekla
- Swarzędz

## Structure du terrain
D'après les données de 2002, la superficie de la commune de Pobiedziska est de 189,27 km², répartis comme tel :
- terres agricoles : 61%
- forêts : 24%

La commune représente 9,96% de la superficie du powiat.

## Démographie
Données du 30 juin 2005 :
| Description        | Total  | Total | Femmes | Femmes | Hommes | Hommes |
| ------------------ | ------ | ----- | ------ | ------ | ------ | ------ |
| Unité              | Nombre | %     | Nombre | %      | Nombre | %      |
| population         | 16 214 | 100   | 8 227  | 50,9   | 7 987  | 49,1   |
| Densité (hab./km²) | 86     | 86    | 42,9   | 42,9   | 41,3   | 41,3   |